# Laerte
Laerte Coutinho (São Paulo, 10 de junio de 1951), conocida comúnmente por su primer nombre, Laerte, es una dibujante brasileña, creadora de historietas y guionista. En 2009 se declaró primero como travesti  y más tarde como mujer transgénero.
Laerte ha colaborado con varias publicaciones como Balão, O Pasquim, y Chiclete com Banana y dibuja regularmente para el periódico Folha de S. Paulo. Laerte ha creado varios personajes de historieta, como Piratas do Tietê (Los Piratas del Río Tietê). Desde mediados de la década de 2000, las tiras cómicas de Laerte se volvieron más "filosóficas" y menos centradas en el humor, abandonando personajes fijos.
Laerte fue parte de la escena ''under'' de cómics brasileños de la década de 1980; junto con Angeli y Glauco (y más adelante Adão Iturrusgarai) dibujó la tira de colaboración Los Três Amigos.

## Biografía
En 1968 Laerte concluyó el Curso Libre de Dibujo de la Fundação Armando Alvares Penteado. En 1969 comenzó a estudiar periodismo en la Universidad de São Paulo pero no completó el curso.
Comenzó a dibujar profesionalmente el personaje Leão para la revista Sibila en 1970. Durante la década de 1970 también fundó, junto con Luiz Gê, la revista Balão mientras todavía era estudiante en ECA y trabajaba en las revistas Banas y Placar. En 1974 Laerte hace su primer trabajo para un diario, Gazeta Mercantil.
En el mismo año comenzó a producir material de campaña para el Movimiento Democrático brasileño durante las elecciones. El año siguiente trabajó en la producción de tarjetas de solidaridad en el movimiento de ayuda a prisioneros políticos. En 1978 dibujó historias del personaje João Ferrador para la publicación de la Unión de Trabajadores Metalúrgicos en São Bernardo Campo. Más tarde fundó la agencia Oboré, especializada en producir materiales de comunicación para sindicatos. 
A finales de la década de 1980 Laerte publicó tiras cómicas en revistas como Chiclete com Banana (editado por Angeli), Geraldão (editado por Glauco) y Circo, todos por la casa editorial Circo. Más tarde lanzaría su revista propia, Piratas do Tietê. En 1985 publicó  su primer libro, O Tamanho da Coisa, una colección de sus historietas.
En 1991, Folha de S. Paulo empezó publicar su tiras cómicas ''Piratas do  Tietê''.
La artista publica con regularidad álbumes con colecciones de sus tiras, principalmente para las editoriales Devir Livraria y L&PM Pocket.